# Be Cool
Be Cool è un film statunitense del 2005 diretto da F. Gary Gray.
Tratto dal romanzo omonimo di Elmore Leonard, è il seguito di Get Shorty (1995) diretto da Barry Sonnenfeld.

## Trama
Chili Palmer è un ex-strozzino convertito al mondo discografico che cerca di assicurare un contratto alla giovane e talentuosa Linda Moon; contro di lui agisce un "magnaccia" decisamente poco pratico del mestiere con la sua guardia del corpo gay samoana, dei produttori gangsta e persino la mafia russa.

## Produzione

### Cast
Come nel primo film, anche in questa pellicola molti attori noti partecipano in ruoli di contorno, come Harvey Keitel (che in Get Shorty compariva brevemente nel ruolo di se stesso), Dwayne Johnson, Danny DeVito (anche produttore del film), James Woods e la cantante Christina Milian, Anna Nicole Smith interpreta sé stessa, come i Black Eyed Peas e Steven Tyler.

## Distribuzione

### Date di uscita
- Canada: 4 marzo 2005
- USA: 4 marzo 2005
- Australia: 10 marzo 2005
- Croazia: 10 marzo 2005
- Bulgaria: 11 marzo 2005
- Belgio: 16 marzo 2005
- Ungheria: 17 marzo 2005
- Francia: 23 marzo 2005
- Svizzera: 23 marzo 2005
- Germania: 31 marzo 2005
- Paesi Bassi: 31 marzo 2005
- Regno Unito: 1º aprile 2005
- Spagna: 8 aprile 2005
- Argentina: Tómalo con calma, 14 aprile 2005
- Brasile: Be Cool - O Outro Nome do Jogo, 15 aprile 2005
- Italia: 15 aprile 2005